# Camille Saféris
Camille Saféris, né en 1964, est un comédien, réalisateur, écrivain, animateur TV, musicien et metteur en scène français.

## Biographie
Camille Saféris est apparu dans les années 90 dans plusieurs émissions (Nulle part ailleurs sur Canal+, et avec Christine Bravo et Michel Drucker sur France 2) des sketchs dans lesquels il jouait tous les personnages.
Billettiste pour la radio, comédien pour des publicités, réalisateur de fictions et de courts-métrages (notamment Le Syndrome de Cyrano), auteur de chansons, de scénarios et de plusieurs pièces de théâtre, il a publié une vingtaine de livres, dont Je parle le Parisien (Parigramme, avec Jean-Laurent Cassely).
Batteur dans les années 80 (il a notamment accompagné Jane Birkin au Bataclan et en tournée), Camille Saféris a réalisé pour l'édition française du magazine Rolling Stone des grands reportages autour des thématiques de la pop culture, et fondé en 2018 le duo de ukulélés Les Excellents avec Ramon Pipin, qu'il a quitté en 2021. 
En 2020, il met en scène le spectacle "Vous allez faire un tube !" au Théâtre la Reine Blanche à Paris.  
À partir de 2019, Camille Saféris prend L’Apéro avec des députés sur La Chaîne Parlementaire, « en parlant de tout sauf de politique ». Son documentaire de 52’ « Je suis entré à l’Assemblée ! », réunit notamment des députés de partis différents dans un groupe de rock éphémère.

## Publications
- avec Jean-Laurent Cassely, Je parle le Parisien : Dictionnaire franco-Parisien et guide de conversation, Ed. Parigramme, 2013, 144 p. (ISBN 978-2-84096-753-8 et 2-84096-753-7)[2] Rééditions 2015, 2019, 2022.
- Rayon Hommes, La Musardine, 2014, 304 p. (ISBN 978-2-84271-792-6 et 2-84271-792-9)[2] Sortie en poche collection Lectures Amoureuses (La Musardine) en 2015.
- L'Homme d'une seule femme, 2021, éditions Plume.
- Paroles inconnues d'hommes célèbres, éditions First, 188 p.
- Le Kamasutra toute seule : Toutes les positions de l’amour à un, Hors collection, 2014, 120 p. (ISBN 978-2-258-08973-0 et 2-258-08973-5)[3]
- Le Manuel des premières fois : dormir à l'Élysée, revoir son ex, traire une vache, Éditions de l’Opportun, coll. « Poche », 2013, 330 p. (ISBN 978-2-36075-200-3 et 2-36075-200-6)[2]
- Je t’aime ! Distributeur de mots d’amour, Hors Collection, 2011, 250 p. (ISBN 978-2-258-08818-4 et 2-258-08818-6)
- Dictionnaire Femme-Français : et guide de conversation simplifié à l'usage des hommes, Paris, L'Archipel, février 2010, 128 p. (ISBN 978-2-8098-0259-7)[1]
- Le Manuel des Célibataires : Comment faire la vaisselle à tout de rôle quand on vit seul(e), et mille autres astuces épatantes, Presses de la Cité, 2007 (ISBN 978-2-266-00512-8 et 2-266-00512-X)[2]
- Rions un peu avec le Dalaï-Lama : Ses 200 meilleures blagues recueillies (en songe), Paris, L'Archipel, coll. « Essais Documents », 2004, 160 p. (ISBN 2-84187-601-2)
- avec Alexandre Révérend, Ferme ta boite à Camembert !, Paris, Ramsay, coll. « Documentaires », 2002, 297 p. (ISBN 2-84114-618-9)[2]
- Le petit livre de Camille Saféris, Paris, Presses du Châtelet, 2003, 90 p. (ISBN 2-84592-088-1)[3]
- avec Philippe Chauvet, Les aventures du jeune Grégoire : Tome 1 : Seul contre toutes, Paris, Presses de la Cité, coll. « Humour », 2001, 48 p. (ISBN 2-258-05670-5)[4]
- avec Daniel Ichbiah, Ne quittez pas, je vous passe mon répondeur !, L'Instant, 1986, 174 p. (ISBN 2-86929-043-8)[2]
- (it) Una pipistrella da urlo, Arka, 2010, 32 p. (ISBN 978-88-8072-164-2 et 88-8072-164-X)
- avec Bruno Chapelle, Merci Jean-Claude, Art et Comédie, coll. « Côté scène », 2006, 78 p. (ISBN 2-84422-569-1)[3]
- avec Bruno Chapelle, Ça va déchirer grave !, Paris, Art et Comédie, 2004, 83 p. (ISBN 2-84422-426-1)[3]

## Filmographie

### Réalisateur
2021
Je suis entré à l'Assemblée !, documentaire 52', LCP — La Chaîne Parlementaire 
- 2016
  - Les Oubliés de la gloire, pilote de web-série, 8 min (INA) Prix du jury meilleur programme pilote Web Program Festival 2017, Forum des Images
  - Le Tamoul sans peine, court-métrage HD, 4 min 20 s (Pam Pictures)
- 2015
  - Voilà, c’est fini, court-métrage HD, 3 min 10 s (Pam Pictures)
  - L’Amour à 200 mètres, série fiction 26 min (France 2), 2 épisodes — prod: Milla Media / Morgane Prod.
  - Le Kamasutra toute seule , programme court web pour la chaine Dafouk 9 x 1 min 15 s — prod: Enfin Bref
- 2013 Au Cabinet ! programme court TV (France 2) avec François Berléand, 60 x 2 min — prod: HECCOM et MEDIA
- 2010 Le Grand Orchestre du Splendid en concert au Petit Journal Montparnasse — prod: GOS
- 2006 Les Rock Stars programme court TV (inédit) — prod : SR Images
- 2005 Samantha Oups programme court quotidien TV (France 2) — prod : France 2 / Big Nose
- 2003 Le Syndrome de Cyrano court-métrage 35 mm — prod : SR IMAGES
- 2001 Gilbert Mouclade était un marrant court-métrage 35 mm co réal. avec E-A. Le Hoangan
- 2000
  - Embrasse-moi ! court métrage DV & 35 mm — prod : A2L/Seneca

### Acteur

#### Cinéma
- 2023 Butternut Paradise web série de Caroline Hartley
- 2023 La Coupure court-métrage de Julie et Line Sheibling
- 2010 Henry long-métrage de Pascal Rémy & Francis Kafka Kuntz
- 2009 Princesses court-métrage de Sébastien Denaux
- 2007 Starlette court-métrage de Franck Victor
- 2004 Le Syndrome de Cyrano court métrage de Camille Saféris
- 2004 De petites espérances court métrage de Alain Prioul
- 2001 Gilbert Mouclade était un marrant court métrage de Camille Saféris et Elie-Alexandre Le Hoangan
- 2001 Blanche court métrage de Laya Rahman
- 2001 Le Fabuleux destin de Perrine Martin court métrage d'Olivia Ciappa
- 2000 Embrasse-moi ! court métrage de Camille Saféris
- 2000 Le Truc court métrage de Stéphane Belaisch

#### Télévision
- 2003 : Un été de canicule : futur divorcé
- 2004 : À trois c'est mieux de Laurence Katrian : le gendarme #2
- 2005 : Trois femmes… un soir d'été, épisode 1.3 : Maître Porcel

## Théâtre
(Auteur/comédien) 
- 2023 : Mon voisin Lennon (auteur, d'après Lennon de David Foenkinos), jouée au Festival Off Avignon 2023.
- 2018 : Restons Poly ! (co-écrite avec Bruno Chapelle), créée au Festival de Santenay (Bourgogne).
- 2015 : La fille de son père (co-écrite avec Bruno Chapelle), jouée au Théâtre de l'Archipel (Paris X)
- 2013 : Le Cabriolet (co-écrite avec Hervé Devolder), jouée à la Comédie Bastille (Paris XI)
- 2006-2008 : Merci Jean-Claude (co-écrite avec Bruno Chapelle), jouée au Théâtre Montmartre Galabru, au Mélo d'Amélie, au Théâtre Le Palace (Avignon) et à la Comédie Caumartin.
- 2004 : Ça va déchirer grave (co-écrite avec Bruno Chapelle), jouée au Palais des Glaces (Paris XI)